# Miniaturbuch

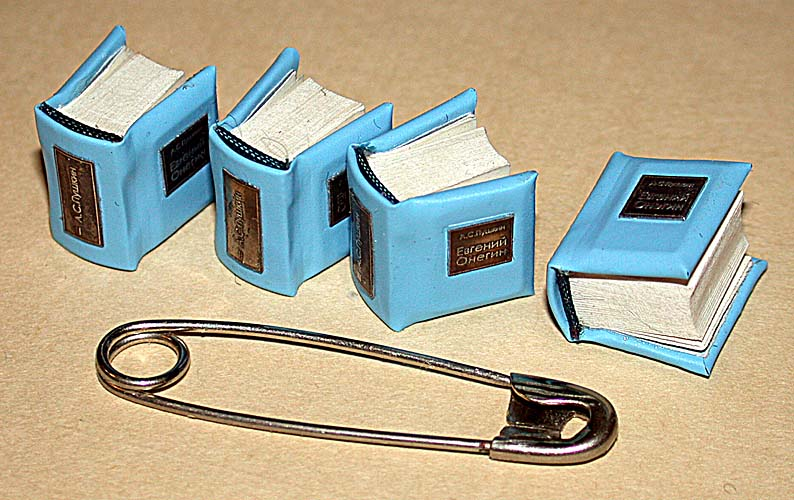
Einige Miniaturbücher

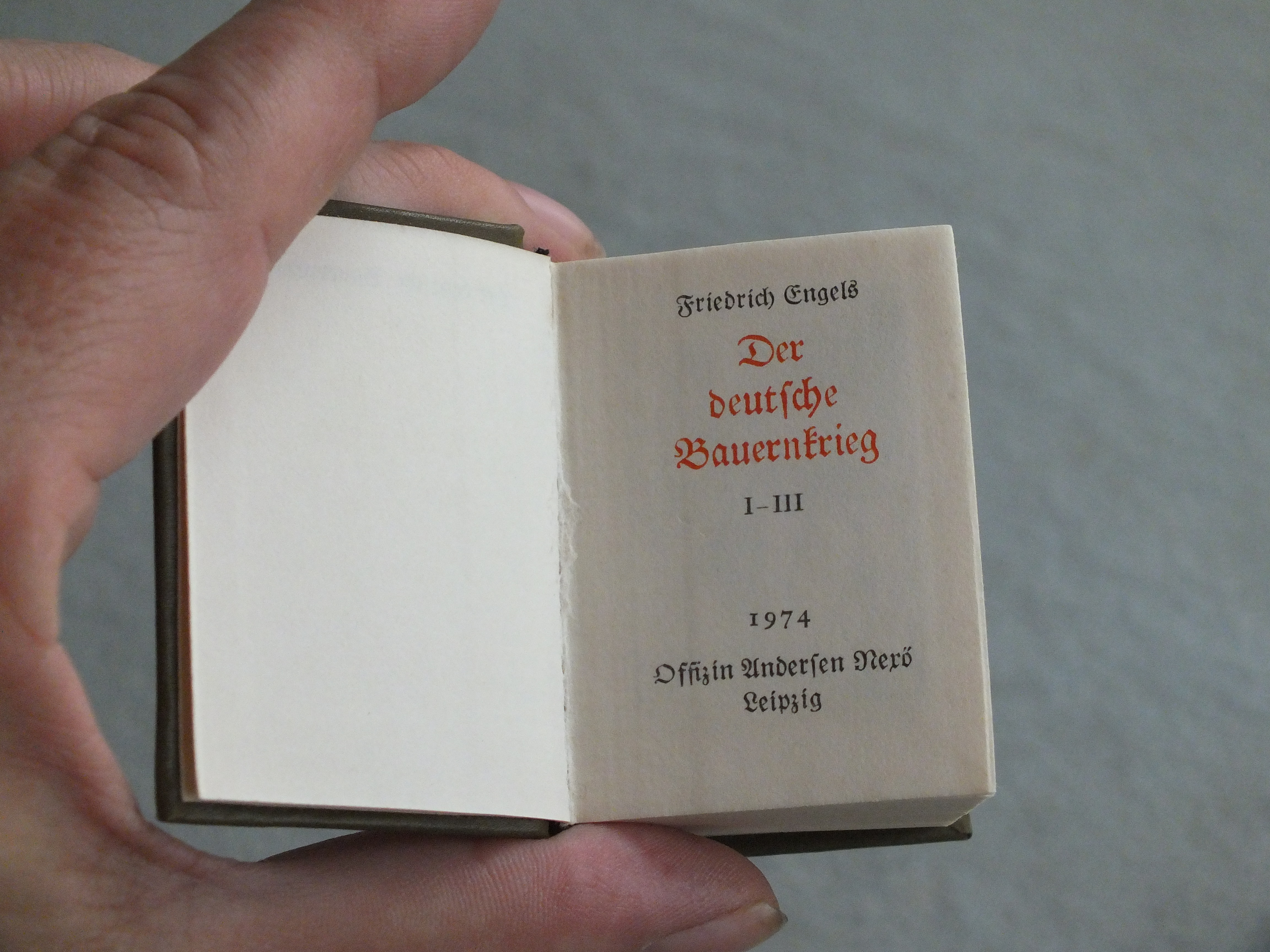
Der Deutsche Bauernkrieg von Friedrich Engels als Minibuch

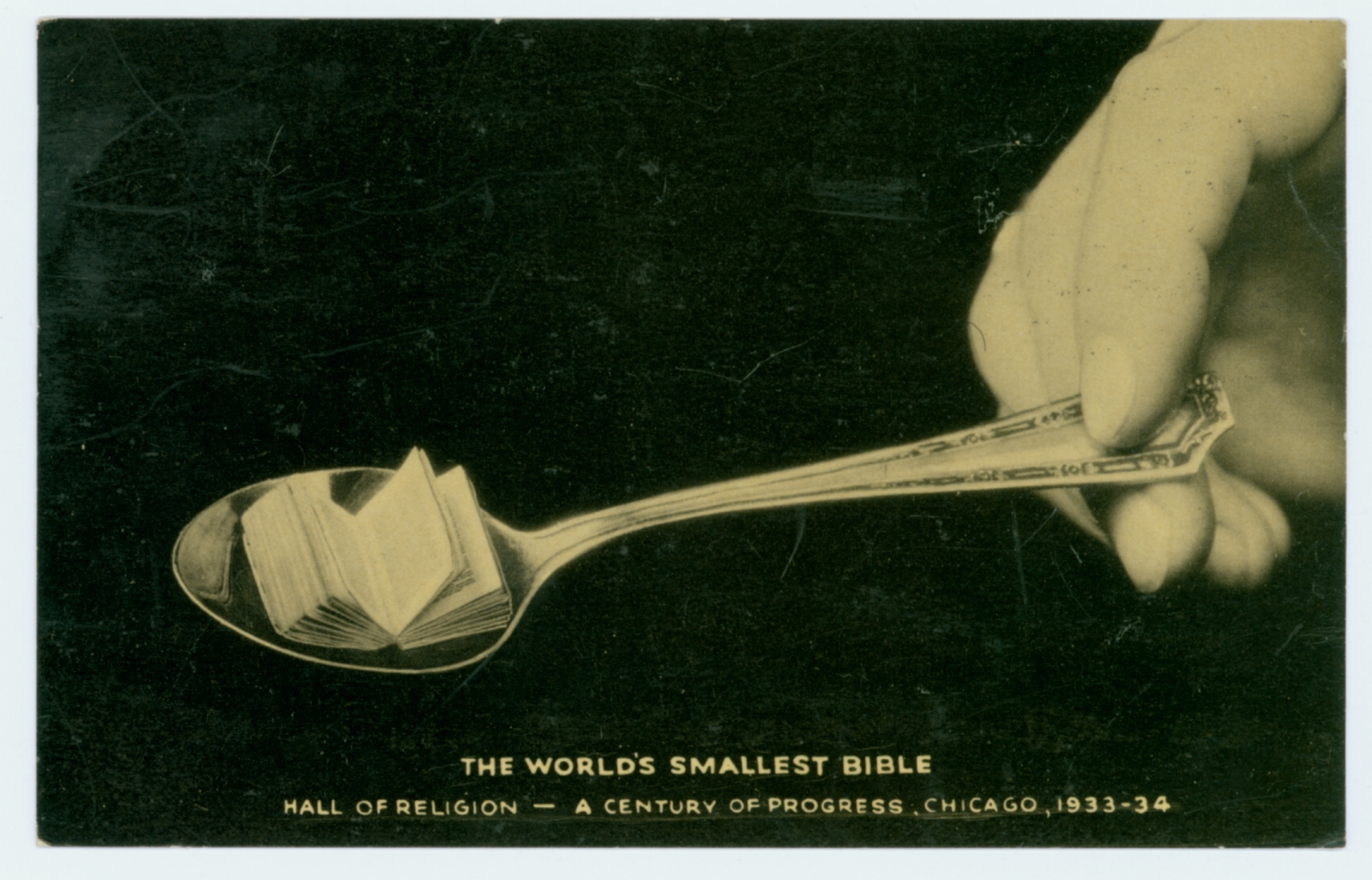
Miniaturbibel auf einem Teelöffel (1933)

Ein Miniaturbuch (Minibuch, Mikrobuch) ist ein sehr kleines Buch (nicht größer als 100 × 100 mm), dessen hochwertige Ausstattung und Typografie zwar dem kleinen Format angepasst ist, das allerdings benutzbar (lesbar) bleiben muss.
Besonders Weltliteratur, Bibeltext und Erotica werden als Miniaturbuch publiziert, meist in spezialisierten Verlagen (z. B. Miniaturbuchverlag Leipzig) oder von Kunsthandwerkern (z. B. Minizauber Edition).
Die Produktion von Miniaturbüchern zielt auf Sammler, die sich in nationalen und internationalen Vereinen und Gesellschaften (z. B. Sammlerkreis Miniaturbuch e. V. Stuttgart, Freundeskreis Miniaturbuch Berlin e. V., Miniature Book Society) organisieren und das Miniaturbuch als Teil der Buchkultur pflegen.